# Loreto (Beni)
Pour les articles homonymes, voir Loreto.
Loreto est une localité située en Bolivie, dans le département du Beni. Elle est le chef-lieu de la province de Marbán. La localité se situe à 170 mètres d'altitude et sa population est de 3 828 habitants lors du recensement bolivien de 2012.  

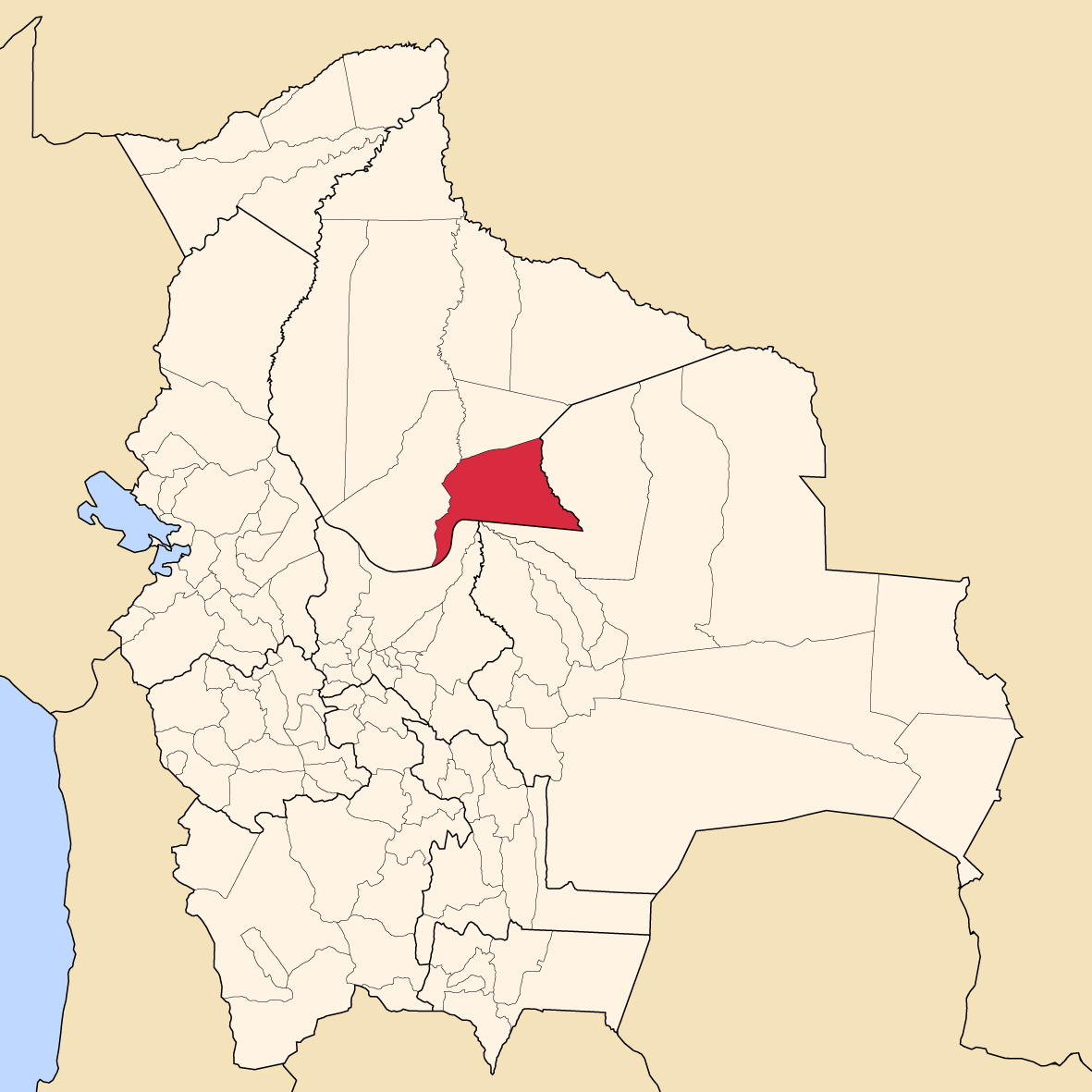
Localisation de la province de Marbán.